# Badia de Pärnu
La badia de Pärnu (en estonià: Pärnu laht) és una badia situada a la part nord-oriental del golf de Riga, al sud d’Estònia.

## Geografia
Té una superfície de 411 km². La profunditat màxima a l’entrada de la badia és de 12 metres. Les ribes són baixes i, en alguns punts, sorrencoses. La salinitat de l’aigua a la badia és de 0 a 0,8 ppm a la primavera i pot arribar fins als 5,5 ppm a la tardor.
Diversos rius desemboquen a la badia, i el més gran és el riu Pärnu.
La badia també és la zona de pesca costanera més important d’Estònia.